# I Was Never There
«I Was Never There» es una canción grabada por el cantante canadiense The Weeknd con la colaboración del DJ francés Gesaffelstein, perteneciente al primer extended play del primero, My Dear Melancholy (2018). La canción fue escrita por The Weeknd, Gesaffelstein y Frank Dukes, y fue producida por los dos últimos. La canción es la primera de las tres colaboraciones entre ambos artistas y la segunda de las canciones que se hicieron virales en TikTok a principios de 2020, después de «Lost in the Fire».

## Recepción de la crítica
La canción fue muy bien acogida por la crítica, que la consideró la canción más destacada de su EP. La canción fue clasificada como la 33.ª mejor canción de Weeknd por Rolling Stone debido a la producción de Gesaffelstein y a la emotiva voz de Weeknd.

## Letra
La letra de la canción hace referencia a las relaciones anteriores de The Weeknd con la modelo Bella Hadid y la cantante y actriz Selena Gomez.

## Rendimiento comercial
La canción debutó en el número 35 del Billboard Hot 100 estadounidense en la edición del 7 de abril de 2018. Más tarde, a lo largo de 2022, «I Was Never There» experimentó un aumento en el consumo, ya que la canción se hizo viral en la plataforma de medios sociales TikTok junto con varios otros temas de The Weeknd, lo que llevó a la canción a entrar en la lista Billboard Global 200 en el puesto 159 y, finalmente, alcanzar un máximo de 119.